# Aleksandr Krasnov
Vitali Krasnov (7 april 1960) was een Sovjet-Russisch wielrenner. 
Krasnov won tijdens de Olympische Zomerspelen 1980 samen met zijn ploeggenoten de gouden medaille op de ploegenachtervolging. Krasnov kwam alleen in actie in de kwartfinale.

## Resultaten
| Jaar | WK | Olympische Zomerspelen |
| ---- | -- | ---------------------- |
| 1980 |    | ploegenachtervolging   |